# 杰瑞·科顿

杰瑞·科顿的标志

杰瑞·科顿（Jerry Cotton）是一个虚构角色，曾出现在20世纪和21世纪的多部由德语作者和部分芬兰作者写作的小说中，形象是一个美国联邦调查局特工，小说中与他有关的故事大都发生在纽约。